# Лайшрам, Бомбайла Деви
Бомбайла Деви Лайшрам (хинди बोम्बायला देवी; род. 22 февраля 1985, Импхал) — индийская лучница, выступающая в соревнованиях в стрельбе из олимпийского лука. Серебряный призёр чемпионата мира 2011, многократная победительница этапов Кубка мира. Лайшрам достигла 14-го места в рейтинге в марте 2009 года.
Родившаяся в Восточном Импхале, Манипур, Лайшрам начала заниматься стрельбой из лука в возрасте 11 лет и присоединилась к Управлению спорта Индии под руководством своего отца. Участвуя на национальном уровне с 1997 года, она дебютировала на международном уровне в 2007 году. Лайшрам является постоянным членом сборной, в составе которой завоёвывала медали на этапах Кубка мира в Шанхае в 2011, в Медельине в 2013, а также этапов во Вроцлаве. Она выиграла свою первую международную индивидуальную медаль, бронзу, на чемпионате Азии по стрельбе из лука в 2013 году .
Лайшрам трижды представляла Индию на Олимпийских играх и дважды выходила в 1/8 финала. Она также выиграла медали на других мультиспортивных мероприятиях, в том числе золото Игр Содружества и бронзу Азиатских игр. Лайшрам была награждена премией Арджуна в 2012 году и Падма Шри в 2019 году.

## Ранние годы
Лайшрам родилась 22 февраля 1985 года в Манипуре в семье М. Джамини Деви, местного тренера по стрельбе из лука, и Манглем Сингх, тренера гандбольной команды Манипура. Она начала заниматься стрельбой из лука в возрасте 11 лет, а позже присоединилась к Управлению спорта Индии и стала тренироваться там. Лайшрам рассказала в интервью, что начала заниматься стрельбой из лука, следуя семейным спортивным традициям. В настоящее время она проживает в Импхале, Манипур.

## Карьера

### Прорыв и высокий рейтинг в карьере (2007—2009)
Прорыв Лайшрам произошёл в 2007 году, когда она выиграла в составе женской сборной бронзовую медаль на чемпионате Азии. В том же году дебютировала на чемпионате мира. Она была посеяна под 11-м номером после квалификационных раундов с результатом 1313 очков. Вместе с Долой Банерджи и Чекроволу Суро показали лучший результат. Лайшрам проиграла во втором туре в индивидуальной дисциплине, но в командном зачете вышла в полуфинал где Индия проиграла Италии, но затем победила Польшу и завоевала бронзовую медаль.
Лайшрам представляла Индию на Олимпийских играх 2008 года в Пекине как в личном, так и в командном зачете. Она вместе с Банерджи и Пранитхой Вардхинени заняла шестое место в отборочных командных соревнованиях. Они прошли без борьбы в 1/8 финала, но проиграли Китаю со счетом 206:211 в четвертьфинале. В личном зачете она заняла 22-е места в квалификации, и проиграла Ивон Марцинкевич из Польши в упорном матче первого раунда со счётом 101:103.
Лайшрам достигла наивысшего места в рейтинге в 2009 году (14-е), завоевав ещё одну бронзовую медаль на чемпионате мира в начале года.

### Золотые медали чемпионата мира и Игр Содружества (2011—2015)

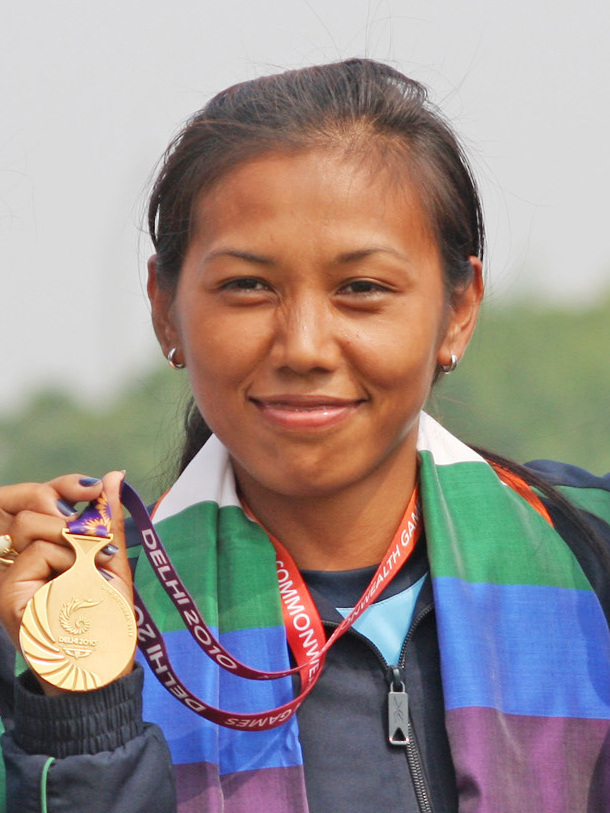
2010 год

Лайшрам вошла в состав сборной, которая представляла Индию на Играх Содружества 2010 года вместе с Долой Банерджи и Дипикой Кумари. Индийская команда выиграла золотую медаль, победив Англию в финале.
Начиная с 2011 и по 2016 год Лайшрам выигрывала медаль на каждом Кубке мира по стрельбе из лука. В 2011 году в Шанхае индийская сборная обыграла Италию в финале, будучи при этом первой сеяной. В личном турнире она была посеяна восьмой, но во втором раунде проиграла мексиканке Авитии в перестрелке. Ранее, в 2011 году, Лайшрам выиграла бронзовую и серебряную медали в командном зачете на втором (проходившем в Анталии) и третьем (в Огдене) этапах Кубка мира, соответственно.
На Олимпийских играх 2012 года в Лондоне она выбыла из борьбы во втором раунде женского индивидуального турнира, проиграв со счетом 2:6 мексиканке Аиде Роман, которая выиграла серебро. В командном зачете Индия проиграла в первом раунде 211:210 Дании. Лайшрам завоевала свою первую индивидуальную медаль в ноябре 2013 года на чемпионате Азии по стрельбе из лука, заняв третье место.

### Олимпийские игры в Рио (2016 — настоящее время)
Лайшрам прошла отбор на Олимпийские игры в Рио-де-Жанейро. Женская сборная Индии, состоящая из Лайшрам, Кумари и Лакшмирани Маджи, заняла 7-е место в предварительном раунде. Команда выиграла матч против Колумбии в 1/8 финала, а затем проиграла четвертьфинальный матч против России.
Бомбайла Деви Лайшрам попала на Лоуренс Балдауфф из Австрии в первом раунде индивидуального турнира на Олимпийских играх 2016 года. Она выиграла матч со счетом 6-2 и вышла в следующий раунд, попав на Линь Шицзя из Китайского Тайбэя. С таким же счётом индианка победила, однако ей не удалось победить Алехандру Валенсию из Мексики в 1/8 финала (2:6).
В 2019 году выступила на чемпионате мира в миксте вместе с Тарундипом Раем. Уже в первом матче против поляков Сильвии Зизаньской и Марека Шафрана они проиграли в перестрелке со счётом 17:19. В личном турнире она сумела выиграть только первый матч против Захры Немати из Ирана (6:0), а затем проиграла Одри Адисём из Франции.

## Награды и признание
В 2012 году правительство Индии наградило Лайшрам Премией Арджуна, второй высшей спортивной наградой Индии. Позже в 2019 году она была удостоена четвёртой высшей национальной гражданской награды — Падма Шри.